# Adimir Antônio Mazali
Adimir Antônio Mazali (* 16. Mai 1966 in Corbélia, Paraná) ist ein brasilianischer Geistlicher und römisch-katholischer Bischof von Erexim.

## Leben
Adimir Antônio Mazali studierte von 1986 bis 1988 Philosophie an der Fakultät für Humanwissenschaft in Toledo und von 1989 bis 1992 Katholische Theologie am Studium Theologicum in Curitiba. Er wurde am 12. Juli 1992 zum Diakon geweiht und empfing am 5. Dezember desselben Jahres in der Kirche Nossa Senhora da Penha in Corbélia durch den Erzbischof von Cascavel, Armando Círio OSI, das Sakrament der Priesterweihe.
Von 1992 bis 1999 war Adimir Antônio Mazali als Spiritual am Kleinen Seminar São José und als Verantwortlicher für die Berufungspastoral tätig. Anschließend war er für ein Jahr Pfarrvikar der Pfarrei Imaculado Coração de Maria in Cascavel, bevor er 1996 Pfarradministrator der Pfarrei Nossa Senhora de Caravaggio in Cascavel wurde. 1999 wurde Mazali für weiterführende Studien nach Rom entsandt, wo er 2001 an der Päpstlichen Universität Gregoriana ein Lizenziat im Fach Patristik erwarb.
2002 wurde Adimir Antônio Mazali Administrator des diözesanen Heiligtums Nossa Senhora da Salette in Braganey und Regens des Priesterseminars. Ferner lehrte er von 2002 bis 2004 am interdiözesanen Zentrum für Theologie in Cascavel und war von 2005 bis 2006 Spiritual für das Theologische Propädeutikum. 2009 wurde Mazali Direktor der Faculdade Missioneira do Paraná in Cascavel, an der er bereits seit 2005 Professor war. Zudem war er von 2009 bis 2016 Pfarrer der Pfarrei Nossa Senhora de Fátima und seit 2016 Pfarrer der Kathedrale Nossa Senhora Aparecida in Cascavel.
Am 15. April 2020 ernannte ihn Papst Franziskus zum Bischof von Erexim. Der Erzbischof von Cascavel, Mauro Aparecido dos Santos, spendete ihm am 20. Juni desselben Jahres in der Kathedrale Nossa Senhora Aparecida die Bischofsweihe; Mitkonsekratoren waren der emeritierte Erzbischof von Cascavel, Lúcio Ignácio Baumgaertner, und der Bischof von Jataí, Nélio Domingos Zortea. Die Amtseinführung erfolgte am 12. Juli 2020.